# Bobby Thomson (Fußballspieler, 1943)
Robert Anthony „Bobby“ Thomson (* 5. Dezember 1943 in Smethwick; † 19. August 2009 in Dudley) war ein englischer Fußballspieler. Ausgestattet mit einer guten Technik und hohen Antrittsschnelligkeit, war der achtfache Nationalspieler in den 1960ern für die Wolverhampton Wanderers aktiv, absolvierte in England zumeist auf der linken Außenverteidigerposition fast 500 Profiligaspiele und betätigte sich zudem im US-amerikanischen Fußball.

## Sportlicher Werdegang

### Wolverhampton Wanderers (1959–1968)
Thomson war zunächst als schneller Flügelspieler unterwegs, bevor er anlässlich einer Partie für eine englische Schülerauswahl die Rolle des Außenverteidigers ausfüllen sollte. Schnell fühlte er sich auf der neuen Position wohl und da er schon früh als Talent bekannt war, äußerten zahlreiche renommierte Klubs Interesse an ihm. Die Entscheidung für die Wolverhampton Wanderers und den langjährigen Erfolgstrainer Stan Cullis fiel ihm im Jahr 1959 nicht schwer, zumal die „Wolves“ gerade wieder einmal die Meisterschaft gewonnen hatten. Zwei Jahre betätigte sich Thomson zunächst als Amateur, bevor er im Sommer 1961 seinen ersten Profivertrag unterschrieb.
Zu seinem Debüt in der ersten Mannschaft kam er am 27. Januar 1962 bei der 1:2-Niederlage in der vierten Runde des FA Cups gegen den Erzrivalen West Bromwich Albion. Anschließend profitierte er in den Ligaspielen davon, dass die Mannschaft durch ein sportliches Tal lief und sich gerade die linke Außenverteidigerposition als Schwachstelle herauskristallisiert hatte. So kam er ab Februar 1964 noch zu vierzehn Saisonspielen und dabei half er, den Abstieg in die Zweitklassigkeit noch knapp zu vermeiden. „Nebenbei“ absolvierte er noch mit der Nachwuchsmannschaft das Endspiel des FA Youth Cups, das aber mit 1:2 gegen Newcastle United verloren ging. In seiner ersten vollständigen Spielzeit 1962/63 als Teil der ersten Mannschaft machte Thomson große Fortschritte und verpasste nicht ein einziges Pflichtspiel. Dabei wusste er neben der großen technischen Versiertheit und eleganten Spielweise speziell durch seine Schnelligkeit zu überzeugen, mit der er bei Offensivläufen über die linke Seite nicht selten gegnerische Verteidiger unter Druck setzte. Er entwickelte sich trotz seines noch jungen Alters zu einer Stütze der Mannschaft und war nicht unerheblich dafür mitverantwortlich, dass die Wolves in der Liga auf einem guten fünften Rang abschlossen. Mit den konstant guten Leistungen empfahl er sich auch für „nationale Aufgaben“ und so spielte er sich 1963 zunächst in die englische U-23-Auswahl und später im Jahr in die A-Nationalmannschaft.
Der sportliche Aufschwung in Wolverhampton hielt jedoch nicht lange an und so stürzten die Wolves in der Saison 1963/64 erneut in die unteren Tabellenregionen ab. Dabei blieb auch Thomson Kritik nicht erspart und Trainer Cullis, der im September 1964 schließlich nach 16-jähriger Trainertätigkeit entlassen wurde, warf seinem Linksverteidiger gelegentlich vor, im Zweikampf zu wenig körperbetont zu agieren und sich stattdessen zu sehr auf seine Technik zu verlassen. Ein Jahr später trat das kurz zuvor noch Undenkbare ein und die Wolves mussten nach Ablauf der Saison 1964/65 – sechs Jahre nach dem letzten Meisterschaftserfolg – den Weg in die Zweitklassigkeit antreten. Daran hatte auch Thomson, der größtenteils auf der rechten Verteidigerseite zum Einsatz kam, nichts ändern können.
Beim notwendigen Neuaufbau in Wolverhampton war der gerade einmal 21-jährige Thomson in der nun von Ronnie Allen trainierten Mannschaft einer der einflussreichsten Spieler und nach zwei Jahren in der Second Division gelang 1967 als Vizemeister hinter Coventry City der Wiederaufstieg in die oberste englische Liga. Hier blieb Thomson zunächst weiter eine feste Größe, bevor der Klub im November 1968 nach weiter durchwachsenen Mannschaftsleistungen Trainer Allen durch Bill McGarry ersetzte. McGarry wiederum nahm im März 1968 ein Kaufangebot für Thomson in Höhe von 40.000 Pfund an, das der mittlerweile beim Zweitligisten Birmingham City beschäftigte Stan Cullis abgegeben hatte.

### Die zweite Karrierehälfte (1968–1981)
Unter seinem Ex-Trainer zeigte Thomson gute Leistungen in der Saison 1969/70, bevor er nach dessen Weggang im März 1970 kontinuierlich seinen Platz in der Mannschaft verlor und sich sowohl bei Drittliga-Leihklub FC Walsall als auch vermehrt in der Reservemannschaft der „Blues“ wiederfand. So wechselte er trotz des Aufstiegs von Birmingham City in die First Division dann auch zum weiterhin nur zweitklassig aktiven Klub Luton Town.
In der Mannschaft von Trainer Harry Haslam fand der 28-jährige Thomson zu alter Stärke zurück. Binnen zweier Jahre verhalf er den „Hutmachern“ zum Aufstieg in die erste Liga und obwohl es ein Jahr später wieder zurück in die Zweitklassigkeit ging, blieb Thomson mit insgesamt 110 Ligaauftritten in den vier Jahren zwischen 1972 und 1976 und seiner eleganten Spielweise dort auch Jahrzehnte später noch in bester Erinnerung.
In den letzten Jahren seiner Profilaufbahn trat er bei verschiedenen unterklassigen englischen Klubs und vor allem in der nordamerikanischen NASL in Erscheinung. Während er in England für Klubs wie Port Vale und Worcester City sowie später als Spielertrainer für die Stafford Rangers aktiv war, spielte er zwischen 1976 und 1980 in den USA zunächst für die Hartford/Connecticut Bicentennials und später für die Memphis Rogues, teilweise parallel als Trainer arbeitend.

### Englische Nationalmannschaft
Am 20. November 1963 bestritt Thomson unter Trainer Alf Ramsey gegen Nordirland anlässlich einer Partie der British Home Championship sein erstes A-Länderspiel für England. Das Debüt endete mit einem 8:3-Erfolg und obwohl der Gegner nicht zu den Hochkarätern zählte, schien der 19-Jährige auch für internationale Aufgaben gerüstet zu sein. Dabei kam ihm zugute, dass er beide Abwehrseiten bearbeiten konnte und somit als idealer Ersatzmann für die etablierten Ray Wilson (links) und George Cohen (rechts) galt. In dieser Rolle absolvierte er auch während einer Amerikatournee im Sommer 1964 drei weitere Länderspiele, aber nur fünf Tage nach seinem 21. Geburtstag fand seine Karriere bei den „Three Lions“ ein etwas unerwartetes Ende. Das achte A-Länderspiel gegen die Niederlande (1:1) war gleichzeitig sein letztes; lediglich in der U-23-Auswahl trat er noch an und sammelte bis 1967 die damalige Rekordanzahl von 15 Einsätzen an.
Als Hauptgrund für das frühe Aus in der A-Nationalmannschaft galt die Tatsache, dass sich Thomson nach dem Abstieg der Wolverhampton Wanderers in der Saison 1964/65 zwei Jahre lang nicht regelmäßig auf höchstem Niveau beweisen konnte. Hinter Wilson, der als englischer Linksverteidiger recht unumstritten war, machten ihm so Gerry Byrne (vom FC Liverpool) und Keith Newton (von den Blackburn Rovers) die Rolle des potentiellen Nachfolgers erfolgreich streitig – Byrne wurde schließlich 1966 als Wilson-Ersatz in den englischen Kader für die WM im eigenen Land nominiert.

## Nach der aktiven Karriere
Nachdem er die Fußballschuhe an den Nagel gehängt hatte, eröffnete er in Sedgley ein Sportgeschäft. Dem Fußball blieb er erhalten, indem er sich in Oldbury in der Jugendarbeit engagierte und sich bis ins höhere Alter bei Benefizspielen mit den „alten Herren“ aus Wolverhampton fit hielt. Im Alter von 65 Jahren verstarb der zuletzt an Prostatakrebs leidende Thomson in einem Krankenhaus in Dudley.